# 三篠町
三篠町（みささちょう）は、かつて広島県安佐郡に存在した町である。1889年（明治22年）の町村制発足時には「三篠村」として設置されたが、1907年（明治40年）に町制を施行して三篠町となり、1929年（昭和4年）4月1日、広島市に編入合併して消滅した。

## 地理
- 自治体としての「安佐郡三篠町」は現在の西区三篠町よりはるかに広い地域を包括していた。
- 旧町域は広島市デルタの北側に位置し、太田川（現在の旧太田川に相当）と旧山手川に挟まれた地域と山手川右岸の地区に加え、天満川と旧福島川に挟まれたデルタおよび旧福島川と旧山手川に挟まれたデルタの北側の地区も含む。ただし編入合併後の太田川改修事業により地形は大きく変化しており（参照）、現在の町名でいえば太田川（放水路）左岸（天満川と挟まれたデルタ）では北は大芝町・大宮町から南は中広町・小河内町まで、右岸では新庄町から山手町に至るまでの地域がかつての三篠町域である。
- 太田川を挟んで東と南は安芸郡牛田村（現在の東区牛田）および広島市、西は佐伯郡己斐町（現在の西区）、北は安佐郡長束村（のちの同郡祇園町、現在の安佐南区長束）に隣接していた。
- 町役場は大字楠木に設置された。

## 歴史

### 地名の由来
町名となっている「三篠」は太田川の別名「御篠川」（みささがわ）に由来する。「御篠川」は太田川とその支流・分流が笹の葉を重ねた形に似ていることから名付けられた。

### 江戸時代の新庄・楠木・打越各村
江戸時代、のちに「安佐郡三篠町」となる地域は新庄・楠木・打越の3村に分かれており、いずれも沼田郡に属した。これらの村は藩政時代の太田川治水工事により新田として開発された地域であり、蔬菜の他には藍の産地として知られていた。楠木村に属する横川は雲石街道（国道54号の旧道）から広島城下への入り口という交通の要所であり早くから市街地が形成されていた。

### 三篠村から三篠町へ
明治時代に入っても上記3村はしばらく持続したが、1889年（明治22年）の町村制施行により統合され、「沼田郡三篠村」が新たに発足、村役場は大字楠木に設置された（のち沼田郡と高宮郡の統合にともない安佐郡三篠村に変更した）。1897年（明治30年）、山陽鉄道（現JR山陽本線）が徳山まで開通すると、村内には広島駅の西隣の駅として横川駅が開業し、旧雲石街道には商店街が形成された（1903年には日本最初の乗合バスが横川 - 可部間に開業したが同年中に廃止された）。そして1907年（明治40年）には町制が施行されて「安佐郡三篠町」と改称、さらに1910年（明治43年）には大日本軌道の横川 - 祇園間の路線（現在のJR可部線）が開通した。このころから川舟による太田川水運に代わって、鉄道が海運に接続する物資運搬を担うようになっていった。

### 広島市への編入合併
町の主要産業であった藍作は第一次世界大戦頃から次第に衰退に向かい、楠木では製針・製材・家具・ゴム工業が発達して工業地帯を形成、新庄・打越は稲作・蔬菜栽培を中心とする農村地帯となった。また1917年（大正6年）には、市電（現在の広島電鉄横川線）が左官町（現在の中区本川町）から横川まで開通、横川は同年浜田方面への郊外バスの発着場となるなど県内陸交通の一大拠点となり広島の北の玄関口としての地位を固めた。そして1929年（昭和4年）、三篠町の広島市への編入合併に至る。

## 沿革
- 1889年4月1日 ： 町村制発足により、沼田郡新庄・打越・楠木3村を合併し沼田郡三篠村として新設。
- 1898年10月1日 ： 沼田・高宮両郡の合併により安佐郡に変更。
- 1907年1月1日 ： 町制を施行し三篠町と改称。
- 1929年4月1日 ： 広島市に編入し消滅。旧町域は同市「三篠町」となる。

## 大字
町村制発足による三篠村設置に際して統合された新庄・打越・楠木3村は、三篠村の大字として編成された。

### 新庄（しんじょう）
江戸期以来の村名であり、「新荘」とも称した。現在の新庄町・三滝本町・三滝山・三滝町などにほぼ相当する。

### 楠木（くすのき）
戦国時代以来の村名で、地名は昔楠木の大樹があったことに由来する（旧『広島県史』）。「別府楠木村」とも称した。町役場が設置されたこともあって旧三篠町の中心地域であり、現在の大芝・楠木町・三篠町・横川町などにほぼ相当する。

### 打越（うちこし）
江戸期以来の村名であり、地名の由来はかつてこの地が定期的な洪水の被災地であり、冠水の際には横川の堤防の一部を破壊して内部の水を排水したため「内越」と呼ばれたことによる。現在の打越町・山手町・中広町などにほぼ相当する。

## 各種施設・企業（1929年4月時点）
行政機関
- 三篠町役場（大字楠木） - 現在の三篠町一丁目に所在。

学校
- 崇徳中学校（大字楠木） - 1913年設立の私立中学。現在の崇徳高等学校の前身。
- 安芸高等女学校 - 1925年設立の私立高女。真宗安芸婦人会により設立。戦後の安芸学園安芸女子高等学校の前身（1954年廃校）。
- 三篠尋常高等小学校（大字楠木） - 1874年（明治7年）2月1日「静観舎」として設立。合併後、広島市立となり、1947年より広島市立三篠小学校となり現在に至る。
- 大芝尋常小学校（大字楠木） - 1926年（大正15年）4月1日三篠小より分離して設立。合併後、広島市立となり、1947年より広島市立大芝小学校となり現在に至る。

金融機関
- 三篠信用組合（大字楠木） - 1914年12月設立。現在の広島信用金庫の前身の一つ。

公園
- 大芝公園（大字楠木） - 太田川河川敷を公園としたもの。桜は1916年に植樹。

## 著名な出身者
- 荒木武 - 元広島市長。
- 長崎英造 - 実業家。
- 杉本五郎 - 陸軍軍人。『大義』の著者。打越出身。

## 交通（1929年4月時点）

### 鉄道
- 国有鉄道（鉄道省）山陽本線
  - 国鉄横川駅 ： 1897年開業。
  - 横川駅から分岐し現・旧太田川の河岸の貨物積卸場に至る支線が存在していた（1898年開業 / 現存しない）。
- 広島電気軌道可部軌道線（現在のJR可部線）
  - 横川駅 ： 1910年上記の山陽線横川駅とはやや北東に離れた位置の雲石街道沿いの停車場として開業したが、1928年の改軌・電化に伴う第1次路線付け替えにより山陽線横川駅北側に併設され、可部線の路線も西寄りに大きくカーブするコースに変更された（その後1962年再び路線付け替えが行われたため現在の路線とは異なる）。
  - 三滝駅 ： 1928年上記の第1次路線付け替えにより開業。当時は現在の三篠北公園（三篠北町）付近に位置しており、戦後の第2次付け替えにより太田川右岸に移転し現在に至る。
  - 新庄橋（しんじょうばし）駅 ： 第1次路線付け替え以前からの停留場でその後廃止。現在の新庄橋をやや下ったあたりの太田川河川敷に位置していた。
- 広島電気軌道（現在の広島電鉄）横川線
  - 「横川」停留所 ： 1917年11月1日開業。開業時の名称は「三篠」で1926年頃改称。上記の可部線停留所との連絡のため雲石街道沿いを終点としていた。
  - 「横川駅」停留所 ： 同上。横川駅南側に位置し1941年廃止。
  - 「光隆寺前」停留所 ： 同上。現在の「横川一丁目」電停。

### 乗合バス
- 郊外線 - 横川・浜田間 ： 1917年開業。
- 市内線 - 横川・広島駅間 ： 1928年開業。

## 合併後の状況
- 現況については#関連項目の各地区の記事を参照されたい。
- 広島市への編入合併後、旧三篠町域はそのまま「広島市三篠町」となり、旧三篠町の大字であった新庄・打越・楠木は同市の大字に継承されてそれぞれ広島市三篠町大字新庄・同大字打越・同大字楠木となった。1933年町名が変更され大字打越は打越町・山手町・中広町・南三篠町など、大字楠木は横川町・楠木町・三篠本町・大芝町など、大字新庄は新庄町・三滝町・山手町などにそれぞれ分割された。
- しかし1932年に開始され65年に完成した太田川改修事業（福島川の大部分を埋め立て山手川を拡幅して太田川放水路とした）を通じて旧三篠町域の地形も大きく変化した。1962年には町域のほとんどが河川敷となった南三篠町に代わって小河内町が新設された。さらに1965年 - 67年には、改修された太田川（放水路）の左岸では三篠本町が三篠町・三篠北町などに分割、大芝町が大芝・大芝公園などに分割され消滅し、新たに横川新町・大宮が設置された。1970年には太田川右岸に三滝本町・三滝山・竜王町が新設され、現在の町名が出そろっている。

## 関連書籍
- 『広島県の地名』（日本歴史地名大系 第35巻） 平凡社、1982年
- 『角川日本地名大辞典 第34巻 ： 広島県』 角川書店、1987年　ISBN 4040013409
- 長船友則 『広電が走る街 今昔』 JTBパブリッシング、2005年　ISBN 4533059864 - pp.108-110で広電横川線「横川駅」および「横川一丁目」電停の変遷について詳述。
- 宮脇俊三（編） 『鉄道廃線跡を歩く X』 JTB、2003年　ISBN 4533049087 - pp.173-175で可部線（横川 - 安芸長束間）の路線付け替えについて詳述。